# جانی کلاس
اُکتاو جان «جانی» کلاس (فرانسوی: Octave John "Johnny" Claes‎؛ زادهٔ ۱۱ اوت ۱۹۱۶ در فولام، لندن، درگذشتهٔ ۳ فوریهٔ ۱۹۵۶ در بروکسل) رانندهٔ مسابقات اتومبیل‌رانی فرمول یک اهل بلژیک بود که از فصل ۱۹۵۰ تا ۱۹۵۳، و دوباره در فصل ۱۹۵۵ در مجموع در ۲۵ گراند پری شرکت کرد، اما موفق به کسب هیچ امتیازی نشد.
کلاس در ۳ فوریهٔ ۱۹۵۶ بر اثر ابتلا به بیماری سل در بروکسل درگذشت.